# Спасение
Спасе́ние (греч. σωτηρία, лат. salus) — конечная цель различных религий, окончательное избавление от зла и страданий, преодоление конечности бытия. Идея спасения основана на представлении о том, что мир и/или состояние человека не так хороши, как они могут быть; спасение — коренное преобразование, которое это исправит. Первоначально термин «спасение» употребляется только в связи с христианством; теперь он применяется и к другим религиям.
Убеждения и представления, касающиеся спасения в той или иной религии, а также изучение этого предмета, называются «сотериология».
Все религии обещают своим последователям спасение. Существование большого количества религий указывает на значительное разнообразие мнений о том, что такое спасение и как его достичь. Однако само понятие спасения является общим для множества различных культур.
Идея спасения, то есть выхода из плачевного состояния, логически подразумевает, что человечество в целом или частично находится в таком состоянии. Каждая религия по-своему объясняет причину этого. Причина лежит в природе человека и мира — понимаемых так, как учит конкретная религия, — а спасение означает полное или частичное преобразование личности в этом мире или за его пределами, либо может означать изменение мира.
В разных религиях спасение достигается по-разному. Основные способы спасения можно разделить на следующие группы:
- вера в эффективность ритуальной магии;
- спасение собственными усилиями, обычно путём приобретения знаний, самодисциплины, самоуглубления и т. п.;
- спасение с Божьей помощью; обычно при этом спасаемый в какой-то мере сотрудничает с Богом, хотя бы обращаясь за помощью к Нему.

Также есть различные представления о том, происходит ли спасение после смерти или же в этой земной жизни.
Религии, которые рассматривают человека как тело и душу в едином комплексе (например иудаизм, христианство, ислам, зороастризм), учат духовно-телесному спасению: воскресению, загробной жизни и т. п. С другой стороны, религии, которые рассматривают тело как помеху спасению, как тюрьму для духа или души (в частности, буддизм, манихейство, гностицизм, индуизм), учат спасению как освобождению от мира, преодолению желаний и страстей, прерыванию бесконечной череды нежелательных перерождений.

## Развитие представлений
С первобытных времён люди просили у духов и божеств помощи в жизненных ситуациях — удачи на охоте или в битве, выздоровления и так далее. Спасение понималось как практическая помощь в решении текущей ситуации. Спасение человека не является обязательным и необходимым для божества традиционных верований, однако этот аспект важен для молящегося, в рамках культовой практики именования бога: из всех возможностей божества ритуал стремится назвать по имени, магически заклясть и побудить к действию как раз те, которые могут дать молящемуся спасение. Ряд древнегреческих божеств, Зевс, Афина, Деметра, Дионис, Асклепий, Диоскуры и др., носили эпитет «Спаситель». В развитой греко-римской религии спасение имело высокий нравственный смысл (спасение отечества, «спасение римского народа» и др.). Однако спасение в традиционных религиях остаётся конкретно-ситуативным, частным и не окончательным: вечный ритм добра и зла космоса делает любое безусловное спасение сомнительным.
В древнем Египте, где была развита вера в загробную жизнь, к богам обращались за спасением, связывая его с вечностью. Идея ожидания спасителя или «мессии», который чудесным образом избавит людей от зла присутствует в текстах Древнего Египта и Вавилонии, в зороастризме.
Ветхозаветный иудаизм в сравнении с другими ближневосточными религиями сделал шаг к абсолютизации представлений о спасении: уже не частная катастрофа в чьей-то жизни, а вся жизнь человека и народа была представлена как катастрофа, прекратить которую под силам только Богу, Спасителю. Иудейское учение о спасении абсолютизирует бедствия, от которых Яхве спасает человека или свой народ. Человек не просто обращается к Богу, он «взывает», «вопиет» к нему «из глубины» (Пс 129: 1), что является преобладающей интонацией книги Псалмов и книг Пророков. Космос Ветхого Завета, в отличие от античного космоса, непостижим и иррегулярен: земля «колеблется», воды «шумят, вздымаются» (Пс 45: 3–4), горы «как воск тают» (Пс 96: 5) и «прыгали, как овны» (Пс 113: 4), исполинские чудища поражают своей несоизмеримостью с человеческой мерой; человек растерян в социальном отчуждении (Пс 12: 2). Но все это является только фоном оптимистического ветхозаветного учения о спасении: обращённый к Богу призыв услышан им, и бедствие, которое казалось бы не оставляет никакой надежды, разрешается непостижимым и окончательным спасением (Пс 21, кн. Есфири и др.). Спасение в Ветхом Завете вещественно и составляет освобождение от рабства, возвращение из плена, здоровье и многодетность, изобилие, удачу. Однако наряду с этим раскрываются и этические аспекты спасения, такие как мир и справедливость (в книге пророка Исайи начиная с 40-й гл. и др.). Спасение представлено как целостное, объемлющее все человеческое бытие. К талмудической эпохе формируется вера в благую загробную жизнь, воскресение и будущий мир, где спасение завершится. Это телесное и духовное спасение является свободным даром Бога, «спасение» составляет сущность Бога (Πс 27: 1–2).
Христианство сохраняет ветхозаветное понимание спасения, но делает больший акцент на его духовной составляющей, хотя и в христианском учении спасение понимается как духовно-телесное, поскольку включает воскресение и телесное просветление. Присутствуют представления об избавлении от погибели, смерти и греха, о спасении для «обновления жизни», «жизни во Христе», свободы от закона и от греха. Спасение связано с «оправданием», «святостью», «мудростью», верой, надеждой, любовью и многообразными «духовными дарами» (ср. Рим 6: 8; Кол 3: 12—14; Еф 2:4—8). Спасение завершится в эсхатологическом будущем после загробного суда. «Жизнь во Христе» для полного завершения требует «вечной жизни». Вопрос соотношения милости Бога и действий человека вызывает многовековые богословские споры на темы предопределения, благодати и свободы воли.
Параллельно в буддизме, манихействе, гностицизме и др. развилось иное понимание спасения. Оно также абсолютизировано, но не связано с телом и продолжением жизни; спасение связано со свободой от жизни и мира, отрешением от желаний и привязанностей. Кроме того, во многих из этих учений спасение совершается силами верующего, а не благодаря божественному вмешательству.

## В различных религиях

### Иудаизм
В иудаизме освобождение от бедствий, гнёта, смерти и т. п. описывается как геулла (избавление) и должно произойти благодаря Богу. Духовное спасение и национальное физическое избавление еврейского народа от гнёта рассматриваются как единое целое. Термином геулла может описываться также мессианское освобождение еврейского народа и всего человечества. В Торе утверждается, что все люди, евреи и неевреи, имеют возможность спастись, для чего евреям нужно соблюдать 613 заповедей, а неевреям — только семь законов потомков Ноя. Христианская доктрина первородного греха в иудаизме отсутствует. Иудеи верят, что ребёнок входит в мир свободным от греха, с чистой, невинной и незапятнанной душой. Христианское учение, что человечеству необходимо избавление вследствие первородного греха, чуждо для большинства средневековых еврейских мыслителей.

### Христианство
Доктрина избавления, созданная в учениях иудейских групп в Иудейской пустыни, оказала влияние на формирование христианского учения.
В христианстве большое внимание уделяется спасению, которое исходит от Христа. Христианская доктрина спасения имеет несколько аспектов: искупление; оправдание и освящение Божьей благодатью; возрождение после смерти. Спасение христианина обусловлено также искренней верой в Бога и жизнью в соответствии с Его волей; христианские богословы много веков полемизировали о том, в какой степени спасение определяется милостью Бога, а в какой — свободной волей и действиями человека.

### Ислам
В исламе путь к спасению — это покорность Аллаху. Только покорность Аллаху спасёт от грядущего наказания, которое будет вынесено грешникам на страшном суде. На практике мусульмане должны следовать шариату, который считают правильным путём для спасения на том свете. Самое распространённое арабское слово наджат («спасение») используется только 1 раз в Коране. В исламе считают, что первородный грех был прощён Аллахом, поэтому нет необходимости в его искуплении.

### Буддизм
В буддизме считается, что каждый человек должен быть собственным спасителем. Только в буддизме махаяны есть представление о спасителях — (бодхисаттвах).
Спасение в буддизме определяется как достижение нирваны. Состояние нирваны предполагает прекращение страданий через устранение их причины — негативных действий и негативных эмоций, побуждающих к таким действиям. Нирвана достигается путём движения по ступеням совершенствования. Этот путь включает в себя познание, дисциплину и медитацию, и первым его прошёл Будда.

### Индуизм
В индуизме западному понятию спасение примерно соответствует понятие «освобождение», называемое мокша. В некоторых разновидностях индуизма признаётся помощь от «спасителя», особенно от Кришны и его аватары Вишну.

### Зороастризм
В зороастризме считается, что окончательное спасение заключается в торжестве космического принципа добра, воплощённого в божестве Ахура-Мазда, над злом, воплощённым в духе зла Ахримане. Посмертные страдания людей будут пропорциональны тому злу, которое они совершили в земной жизни. Но после этого испытания всех ждёт окончательное возрождение и бессмертие.

## Возможность спасения для последователей других религий
Поскольку существует множество различных религий, философы часто задавались вопросом, кто может обрести спасение, кто может провести вечность в присутствии Божьем.
Есть две противоположных точки зрения на то, возможно ли спасение для последователей других религий. Экслюзивисты считают, что спасение доступно только тем, кто соответствует критериям, установленным одной религией. Инклюзивисты считают, что спасение доступно представителям всех религий.
Есть также плюралисты, которые считают, что ни одна религия не является единственно истинной, а поэтому нет и единственного пути к спасению. Эту точку зрения представляет, в частности, философ Джон Хик.

### Эксклюзивисты
Эксклюзивисты (от англ. exclusivist, от англ. exclusive — доступный или принадлежащий только определённым людям, не разделяемый с другими) в этом вопросе полагают, что только лишь те, кто соответствуют критериям, установленным одной религиозной точкой зрения, могут провести вечность в присутствии Божьем.
К числу эксклюзивистов в этом вопросе относятся, в частности, христиане и мусульмане; однако среди последователей одной религии бывают разные, и часто противоположные, взгляды на возможность спасения. Например, в христианстве много веков велись споры о том, попадут ли в рай дети, которые умерли во младенчестве.

### Инклюзивисты
Инклюзивисты (от англ. inclusivist, от англ. inclusive — включающий в себя широкий круг людей, вещей и т. п.; позволяющий принадлежать, не исключающий никого) допускают, что некоторые последователи других религий могут быть спасены. Инклюзивисты верят в какую-то одну религию как истинную. Но при этом они допускают, что даже если кто-то не выполнил всё, что требуется в данной религии для спасения, потому что он исповедует другую религию, он всё же может быть спасён.
Карл Ранер — самый известный христианский сторонник этой инклюзивистской точки зрения. Он утверждает, что поскольку Бог есть Любовь и желает, чтобы все были спасены, то Бог может применить результаты искупительной смерти и воскресения Иисуса ко всем, даже к тем, кто никогда не слышал об Иисусе и Его смерти или никогда не признавал Его величие.
Уважаемый инклюзивист среди мусульман — Муртаза Мутаххари. Он указывал, что не знающие ислама люди находятся в невыгодном положении, поскольку именно исламский Божественный Закон ведёт людей к Богу. Если кто-то полностью понимает этот закон (ислам), но предпочитает не принимать его, то, согласно исламскому закону, он будет проклят. Однако Бог будет милостив к тем, кто ищет истину, но от кого, не по их вине, реальность ислама остаётся сокрытой. Люди, обладающие требуемым духом покорности воле Бога, даже если они не называют себя мусульманами, получат божественную благодать, необходимую для спасения из ада.